# Kamiennogórski
Kamiennogórski là một huyện thuộc tỉnh Dolnośląskie của Ba Lan. Huyện có diện tích 396 km². Đến ngày 1 tháng 1 năm 2011, dân số của huyện là 45357 người và mật độ 115 người/km².